# Ermenek (district)
Ermenek is een Turks district in de provincie Karaman en telt 31.182 inwoners (2007). Het district heeft een oppervlakte van 1498,7 km². Hoofdplaats is Ermenek.
De bevolkingsontwikkeling van het district is weergegeven in onderstaande tabel.
| 1997   | 2000   | 2007   |
| ------ | ------ | ------ |
| 33.530 | 42.643 | 31.182 |